# NXT TakeOver: Chicago II
NXT TakeOver: Chicago II est une manifestation de catch (lutte professionnelle) produite par la World Wrestling Entertainment (WWE), une fédération de catch américaine, qui est diffusée sur le WWE Network. Cet événement met en avant les Superstars de la NXT, le club-école de la compagnie. L'événement s'est déroulé le 16 juin 2018 au Allstate Arena à Rosemont, dans l'état de l'Illinois. Il s'agit de la vingt-et-unième édition de NXT TakeOver.

## Contexte
Les spectacles de la World Wrestling Entertainment (WWE) sont constitués de matchs aux résultats prédéterminés par les scénaristes de la WWE. Ces rencontres sont justifiées par des storylines – une rivalité avec un catcheur, la plupart du temps – ou par des qualifications survenues dans les shows de la WWE telles que Raw, SmackDown et NXT. Tous les catcheurs possèdent une gimmick, c'est-à-dire qu'ils incarnent un personnage gentil (Face) ou méchant (Heel), qui évolue au fil des rencontres. Un événement comme Chicago II est donc un événement tournant pour les différentes storylines en cours,.

## Tableau des matchs
| Ordre par numéros                                                                         | Résultat | Stipulation(s)                                    | Temps |
| ----------------------------------------------------------------------------------------- | --- | ------------------------------------------------- | ----- |
| 1                                                                                         | The Undisputed Era (Kyle O'Reilly et Roderick Strong) (c) (avec Adam Cole) battent Oney Lorcan et Danny Burch | Tag Team match pour les NXT Tag Team Championship |       |
| 2                                                                                         | Ricochet bat Velveteen Dream                                                                                  | Match simple                                      |       |
| 3                                                                                         | Shayna Baszler (c) bat Nikki Cross par soumission                                                             | Match simple pour le NXT Women's Championship     |       |
| 4                                                                                         | Aleister Black (c) bat Lars Sullivan                                                                          | Match simple pour le NXT Championship             |       |
| 5                                                                                         | Tommaso Ciampa bat Johnny Gargano                                                                             | Chicago Street Fight match                        |       |
| La lettre C placée entre parenthèses désigne la personne ou l’équipe championne en titre. | |                                                   |       |